# Portugees
Portugees (língua portuguesa, of kortweg português) is een Romaanse wereldtaal die wordt gesproken in Portugal, Brazilië, Angola, Guinee-Bissau, Sao Tomé en Principe, Oost-Timor, Kaapverdië, Mozambique, en andere gebieden, zoals Goa in India en Malakka (Cristao) in Maleisië. Het wordt ook gesproken door een minderheid in Macau, waar het een officiële taal is. In Galicië, een gebied in Spanje ten noorden van Portugal, wordt Galego (Galicisch) gesproken; officieel een andere taal, maar het lijkt erg op het Portugees. De Portugeessprekende landen werken op taalgebied samen in de Gemeenschap van Portugeessprekende landen.

## Sprekers
Volgens een UNESCO-rapport uit 2000 werd het Portugees toen door 176 miljoen mensen gesproken. Inmiddels zijn dit er enkele tientallen miljoenen meer als gevolg van de bevolkingsgroei. Zo is Brazilië het land met de meeste Portugeestaligen ter wereld en is het aantal Brazilianen toegenomen tot meer dan 212 miljoen. Het is een officiële taal van de Europese Unie, Mercosul en de landen in de, hierboven genoemde, Gemeenschap van Portugeessprekende landen.

## Ontstaan en verspreiding
De dominantie van de Romaanse talen op het Iberisch Schiereiland dateert van het einde van de 3de eeuw v.Chr., toen de Romeinen de daar gevestigde Carthaagse kolonies veroverden en het gebied inrichtten als de provincie Hispania.
Een deel van de fonologische differentiatie tussen de verschillende Iberische regio's kan verklaard worden door de verschillende talen die de volkeren daar spraken voor de komst van de Romeinen. Het Portugees is afkomstig van het Volkslatijn uit de Romeinse gebiedsdelen Gallaecia en Asturica, een relatief geïsoleerd gebied waar de taal niet mee evolueerde met het Latijn van de andere delen van het schiereiland. Tussen de 5de en de 7de eeuw arriveerden Germaanse invallers en Galicië werd een koninkrijk der Sueben. Toen in de 7de eeuw de Visigoten de macht overnamen, waren er al verschillen tussen het Galicisch en het Castiliaans.
De belangrijkste splitsing van de Romaanse talen op het schiereiland (vanaf de 9de eeuw) was die tussen enerzijds het Catalaans, nauw verwant met het Occitaans en waarvan de sprekers verschillende eeuwen onder Frankisch bestuur vielen, en anderzijds de andere dialecten van Spanje en Portugal, samen Hispano-Romaans geheten, waarin zich gaandeweg een verder onderscheid aftekende tussen volkeren onder Arabisch bestuur in het zuiden (Mozarabisch) en volkeren onder christelijk betuur in het noorden. In de loop van de reconquista versplinterde de politieke en daarmee ook de taalkundige eenheid, tot twee van de daaruit voorkomende dialecten, Castiliaans en Portugees, op den duur de nationale talen van Spanje en Portugal werden. De Algarve werd in het midden van de 13de eeuw veroverd door christelijke heersers die Galicisch spraken. Het moderne Portugees is afgeleid van het Galicisch; de twee talen groeiden uit elkaar in de periode 1350-1500, een politiek woelige tijd die nauw verbonden is met de opkomst van het koningshuis Avis in 1383.
De status van Portugees als wereldtaal is nauw verbonden met het koloniale verleden van het koninkrijk Portugal. De Portugese ontdekkingsreizen begonnen vanaf 1415 met de verovering van Ceuta en de daaropvolgende Afrikaanse expedities onder impuls van Hendrik de Zeevaarder. Nadat in 1492 Christoffel Columbus naar Amerika was gereisd namens de Spaanse kroon, sloten Portugal en Spanje (eigenlijk Castilië) in 1494 het Verdrag van Tordesillas om koloniale oorlogen te vermijden. Daarbij werden alle overzeese gebieden ten oosten van de meridiaan die 1770 km ten westen van Kaapverdië ligt, toegewezen aan Portugal. In 1529 zou het Verdrag van Zaragoza de demarcatielijn doortrekken aan de andere kant van de wereld. Als gevolg van het Verdrag van Tordesillas kwam later Brazilië, dat in 1494 voor de Europeanen nog onbekend was, aan Portugal toe.

## Kenmerken
Het Portugees in Brazilië wijkt af van het Portugees in de andere gebieden. Er heeft echter een spellingshervorming plaatsgevonden (het Acordo Ortográfico uit 1990, in 1998) met alle Portugeestalige landen, waarin werd afgesproken de taal in alle Portugeessprekende landen hetzelfde te spellen. In Portugal heeft de aangepaste spelling echter veel tegenstand ondervonden bij het publiek en wordt de aanpassing nog niet alom toegepast. De variant van Brazilië wordt Braziliaans-Portugees genoemd. Het gesproken Portugees van Portugal is voor Brazilianen moeilijk te verstaan.

## Grammatica
Het meest unieke aan de Portugese grammatica is het werkwoord. Het Portugees heeft meer vervoegingen behouden uit klassiek Latijn dan de andere Romaanse talen. De grammatica's van het Spaans en het Portugees lijken sterk op elkaar. Er zouden naar schatting tussen de 400 en 600 woorden afkomstig zijn uit het Arabisch.

## Dialecten, regiolecten

Wereldkaart met gebieden waar Portugees wordt gesproken

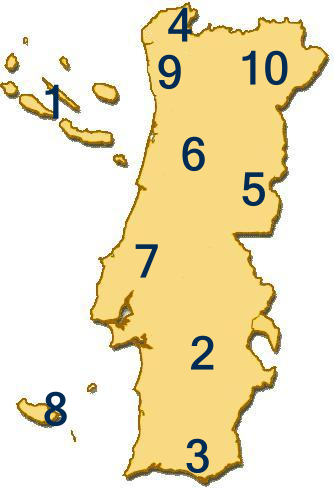
Portugese dialecten in Portugal

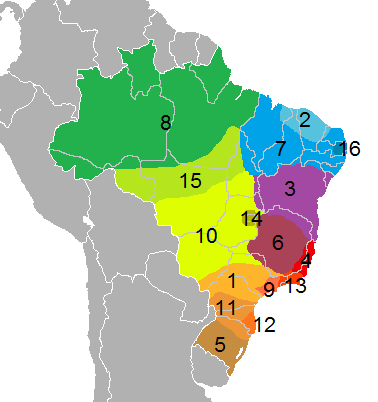
Portugese regiolecten in Brazilië

| Dialect, Regiolect                                                           | Dialect, Regiolect                                                           | Gesproken in                                                                                                |          |          |
| Portugal                                                                     | Portugal                                                                     | Portugal | Portugal | Portugal |
| ---------------------------------------------------------------------------- | ---------------------------------------------------------------------------- | --- | -------- | -------- |
| 1                                                                            | Açoriano                                                                     | Azoren |          |          |
| 2                                                                            | Alentejano                                                                   | Alentejo |          |          |
| 3                                                                            | Algarvio                                                                     | Algarve |          |          |
| 4                                                                            | Alto-Minhoto                                                                 | Noord-Braga                                                                                                 |          |          |
| 5                                                                            | Baixo-Beirão; Alto-Alentejano                                                | Midden-Portugal                                                                                             |          |          |
| 6                                                                            | Beirão                                                                       | Midden-Portugal                                                                                             |          |          |
| 7                                                                            | Estremenho                                                                   | Omgeving van Coimbra en Lissabon                                                                            |          |          |
| 8                                                                            | Madeirense                                                                   | Madeira |          |          |
| 9                                                                            | Nortenho                                                                     | Omgeving van Braga en Porto                                                                                 |          |          |
| 10                                                                           | Transmontano                                                                 | Trás-os-Montes                                                                                              |          |          |
| Brazilië/Regionalismos                                                       |                                                                              | |          |          |
| 1                                                                            | Caipira                                                                      | Platteland van São Paulo (staat) en omstreken van Sao Paulo, (stad) het noorden van Paraná en Minas Gerais. |          |          |
| 2                                                                            | Capixaba                                                                     | Vroegere benaming voor de inwoners van Vitoria. Thans algemeen voor de bevolking van Espírito Santo         |          |          |
| 3                                                                            | Fluminense                                                                   | staat Rio de Janeiro                                                                                        |          |          |
| 4                                                                            | Carioca                                                                      | stad Rio de Janeiro                                                                                         |          |          |
| 5                                                                            | Cearense                                                                     | staat Ceará                                                                                                 |          |          |
| 6                                                                            | Baiano                                                                       | Bahia |          |          |
| 7                                                                            | Gaúcho                                                                       | Rio Grande do Sul                                                                                           |          |          |
| 8                                                                            | Mineiro                                                                      | staat Minas Gerais                                                                                          |          |          |
| 9                                                                            | Nordestino                                                                   | Noordoostelijke staten                                                                                      |          |          |
| 10                                                                           | Nortista                                                                     | Amazonebekken                                                                                               |          |          |
| 11                                                                           | Paulistano                                                                   | Stad São Paulo                                                                                              |          |          |
| 12                                                                           | Sertão                                                                       | staten Goiás en Mato Grosso                                                                                 |          |          |
| 13                                                                           | Sulista                                                                      | De zuidelijke staten Paraná en Santa Catarina                                                               |          |          |
| Uruguay                                                                      |                                                                              | |          |          |
| Dialectos Portugueses del Uruguay (Portunhol Riverense, Fronterizo e Bayano) | Dialectos Portugueses del Uruguay (Portunhol Riverense, Fronterizo e Bayano) | noorden van Uruguay                                                                                         |          |          |
| Afrika                                                                       |                                                                              | |          |          |
| 1                                                                            | Angolano                                                                     | Angola |          |          |
| 2                                                                            | Kaapverdisch-Creools                                                         | Kaapverdië                                                                                                  |          |          |
| 3                                                                            | Guineense                                                                    | Guinee-Bissau                                                                                               |          |          |
| 4                                                                            | Moçambicano                                                                  | Mozambique                                                                                                  |          |          |
| 5                                                                            | Santomense                                                                   | Sao Tomé en Principe                                                                                        |          |          |
| Azië                                                                         |                                                                              | |          |          |
| 1                                                                            | Macaense                                                                     | Macau, China                                                                                                |          |          |
| 2                                                                            | Timorense                                                                    | Oost-Timor                                                                                                  |          |          |

| Portugees | Italiaans | Spaans    | (Nederlands)         |
| --------- | --------- | --------- | -------------------- |
| ação      | azione    | acción    | actie                |
| direção   | direzione | dirección | richting             |
| elétrico  | elettrico | eléctrico | elektrisch           |
| ótimo     | ottimo    | óptimo    | uitstekend, optimaal |

## Officiële taal
De landen waar Portugees erkenning geniet als officiële taal, hebben zich verenigd in de Gemeenschap der Portugeestalige Landen (Comunidade dos Países de Língua Portuguesa). De 9 huidige leden (januari 2021) zijn: Angola, Brazilië, Kaapverdië, Guinee-Bissau, Portugal, Sao Tomé en Principe, Equatoriaal-Guinea, Mozambique, en Oost-Timor. In de eerste 6 daarvan heeft de meerderheid van de bevolking Portugees als moedertaal.